# Limnenetes
Genre
Limnenetes est un genre fossile de mérycoidodontidés herbivores endémiques, qui a vécu à l'Éocène supérieur (Priabonien), soit il y a environ entre 37,8 et 33,9 millions d'années.
Ses fossiles ont été découverts aux États-Unis (Montana et Texas).

## Liste d'espèces
Selon BioLib (27 juillet 2019) :
- Limnenetes platyceps Douglass, 1901 †

## Description
Limnenetes était un quadrupède au corps massif, avec une longue queue et des pieds courts terminés par des sabots à quatre doigts.

## Publication originale
- (en) Earl Douglass, « Fossil Mammalia of the White River beds of Montana », Transactions of the American Philosophical Society, vol. 20,‎ 3 mai 1901, p. 237–279 (ISSN 0065-9746 et 2325-9264, OCLC 2382293, JSTOR 1005478, lire en ligne).